# Condorraptor currumili
Il condorraptor (Condorraptor currumili) è un dinosauro carnivoro appartenente ai megalosauri. Visse nel Giurassico medio (Calloviano, circa 162 milioni di anni fa) e i suoi resti sono stati ritrovati in Sudamerica (Argentina).

## Descrizione
Questo dinosauro è noto grazie a uno scheletro incompleto, comprendente parte di una zampa posteriore, la pelvi e varie vertebre. Sembra che questo animale fosse relativamente piccolo se rapportato ai suoi parenti (come Megalosaurus), e che non superasse la lunghezza di 5 metri. Condorraptor doveva avere una corporatura relativamente robusta, con lunghe zampe posteriori e probabilmente una grossa testa armata di lunghi denti ricurvi e seghettati.

## Classificazione
Questo dinosauro è stato descritto nel 2005 sulla base di resti provenienti dalla formazione Canadon Asfalto, ed è stato considerato un rappresentante primitivo dei teropodi tetanuri, il gruppo di dinosauri carnivori più numeroso (che comprende tra gli altri Velociraptor, Tyrannosaurus, Allosaurus e gli uccelli). Successivamente (Benson, 2010) è stato avvicinato al gruppo dei megalosauroidi, una superfamiglia di tetanuri basali comprendenti forme "standard" (ad esempio Megalosaurus) ma anche carnivori specializzati (come il gigantesco Spinosaurus). In particolare, Condorraptor è considerato il più stretto parente di Piatnitzkysaurus, un altro dinosauro carnivoro rinvenuto nella stessa formazione geologica in Argentina. Alcune fonti non ufficiali parlano del ritrovamento di uno scheletro articolato di Condorraptor, avvenuto nel 2007.